# Cerodontha togashii
Cerodontha togashii är en tvåvingeart som beskrevs av Mitsuhiro Sasakawa 2005. Cerodontha togashii ingår i släktet Cerodontha och familjen minerarflugor. Inga underarter finns listade i Catalogue of Life.